# Гуголплекс
Гуголплекc (англ. googolplex) — число 10гугол (де гугол = 10100, або одиниця та сто нулів). 
Повністю виглядає так: 1010 000 000 000 000 000 000 000 000 000 000 000 000 000 000 000 000 000 000 000 000 000 000 000 000 000 000 000 000 000 000 000 000 000.
У 1920 році дев'ятирічний племінник Едварда Каснера, Мілтон Сірота, ввів термін googol, який означає число 10^100, а потім запропонував наступний термін googolplex як «один, після чого слід писати нулі, поки ви не втомитеся». Каснер вирішив прийняти більш формальне визначення, тому що «різні люди втомлюються в різний час, і тому Карнера не має вважатися кращим математиком, ніж професор Ейнштейн, просто тому що він більш витривалий і може писати довше». Таким чином, число гуголплекс стало стандартизованим до 10^(10^100) = 10^10^100 через асоціативність піднесення до степеня.

Типова книга може бути надрукована зі 106 нулями (близько 400 сторінок з 50 рядками на сторінці та 50 нулями на рядку). Тому для друку всіх нулів гуголплексу (тобто друку гугол-нулів) потрібно 10^94 таких книги. Якби кожна книга мала масу 100 грамів, то всі вони мали б загальну масу 10^93 кілограми. Для порівняння, маса Землі становить 5,972 × 10^24 кілограми, маса галактики Чумацький Шлях оцінюється в 2,5 × 10^42 кілограми, а загальна маса всіх зірок у спостережуваному Всесвіті оцінюється в 2 × 10^52 кг.
Щоб пояснити це в перспективі, маса всіх таких книг, необхідних для написання гуголплексу, буде значно більшою, ніж маси Чумацького Шляху та галактик Андромеди разом узятих (приблизно в 2,0 × 10^50 разів), і більше, ніж маса спостережуваного Всесвіту приблизно в 7 × 10^39 разів.

У чистій математиці існує кілька методів нотації для представлення великих чисел, за допомогою яких можна представити величину гуголплексу, таких як тетрація, гіпероперація, нотація Кнута зі стрілкою вгору, нотація Штейнгауза–Мозера або нотація зі ланцюжковою стрілкою Конвея.

У науковій програмі PBS Cosmos: A Personal Voyage, Episode 9: "The Lives of the Stars", астроном і телеведучий Карл Саган підрахував, що написання гуголплексу в повній десятковій формі (тобто "10 000 000 000...") було б фізично неможливо, оскільки для цього знадобиться більше місця, ніж доступно у відомому Всесвіті. Саган навів приклад: якщо весь об’єм всесвіту, який можна спостерігати, заповнений дрібними частинками пилу розміром приблизно 1,5 мікрометра (0,0015 міліметра), то кількість різних комбінацій, у яких можна розташувати та пронумерувати частинки, становитиме приблизно один гуголплекс.
Написання числа зрештою призведе до теплової смерті Всесвіту: якщо людина може написати дві цифри в секунду, то написання гуголплексу займе приблизно 1,58 × 10^92 років, що приблизно в 1,1 × 10^82 рази перевищує прийнятний вік Всесвіту, і кожна написана цифра призведе до збільшення ентропії згідно з другим законом термодинаміки.
10^97 — це висока оцінка елементарних частинок, які існують у видимому Всесвіті (не враховуючи темну матерію), переважно фотонів та інших безмасових носіїв сили.
Залишки (mod n) гуголплексу, починаючи з mod 1, є:
0, 0, 1, 0, 0, 4, 4, 0, 1, 0, 1, 4, 3, 4, 10, 0, 1, 10, 9, 0, 4, 12, 13, 16, 0, 16, 10, 4, 24, 10, 5, 0, 1, 18, 25, 28, 10, 28, 16, 0, 1, 4, 24, 12, 10, 36, 9, 16, 4, 0, ... (послідовність A067007 в OEIS)
Ця послідовність така ж, як послідовність залишків (mod n) гугола до 17-ї позиції.